# Cerastium viscatum
Cerastium viscatum är en nejlikväxtart som först beskrevs av Montelucci, och fick sitt nu gällande namn av Jalas. Cerastium viscatum ingår i släktet arvar, och familjen nejlikväxter. Inga underarter finns listade i Catalogue of Life.